# Nettunia
Nettunia era un comune italiano del Lazio, istituito nel novembre 1939 ed entrato in funzione nel gennaio 1940 riunendo i comuni di Anzio e Nettuno.

## Storia
Il progetto di riunione, sostenuto dal commissario prefettizio Mario Vaselli, fu presentato a Mussolini, Capo del Governo, affermando che si trattava di un provvedimento necessario che veniva incontro a una specifica richiesta della cittadinanza.
I due centri cittadini potevano apparire complementari, considerando Anzio (Nettunia Porto) come fulcro delle attività marittime e legate alla pesca, e Nettuno (Nettunia Centro) maggiormente dedita al settore agricolo.
Dopo 82 anni, venne nuovamente unito il territorio occupato dalle due preesistenti cittadine.
Durante la seconda guerra mondiale, nel 1944 l'intera area fu il teatro dell'operazione militare alleata nota come sbarco di Anzio.
Dopo la fine della guerra, in forza di un decreto luogotenenziale del 1945, entrato in vigore a giugno, Nettuno ed Anzio tornarono a separarsi in virtù di diversità economiche, storiche e culturali che i cinque anni e mezzo di unione non avevano conciliato.
I due centri nel dopoguerra hanno conosciuto un notevole sviluppo turistico.

## Etimologia
Per il nome della nuova città, ci si ispirò a Dionigi di Alicarnasso, storico antico di lingua greca, secondo il quale un antico insediamento denominato Nettunia o Neptunia (come tradotto secondo una tradizione letteraria), posto sul lido del mar Tirreno, segnava nei tempi arcaici il confine d'Italia.